# Баран (город)
Баран (англ. Baran, хинди बरान) — город и муниципалитет в юго-восточной части индийского штата Раджастхан. Административный центр округа Баран.

## География и климат
Расположен на высоте 261 м над уровнем моря. Баран находится в 72 км от города Кота, 160 км от Шивпури, 318 км от Джайпура, 260 км от Гвалиора и в 569 км от Дели.
Климат города за исключением периода муссонов можно охарактеризовать как засушливый. Муссон продолжается с июля по сентябрь. Годовая норма осадков составляет около 900 мм.

## Население
Население по данным на 2001 год составляет 78 372 человека (40 982 мужчины и 37 390 женщин).
| 1991   | 2001   | 2012    |
| ------ | ------ | ------- |
| 57 719 | 78 665 | 103 757 |

Источник:

## Транспорт
Баран хорошо связан с соседними городами автомобильными и железными дорогами. Через город проходит национальное шоссе № 27.